# Макниш, Алан
Алан Макниш (англ. Allan McNish, 29 декабря 1969, Дамфрис) — шотландский автогонщик, участник чемпионата мира по автогонкам в классе Формула-1. Чемпион мира по гонкам на выносливость, двукратный чемпион Американской серии Ле-Ман, трёхкратный победитель гонки «24 часа Ле-Мана».

## Биография
В детстве занимался картингом, неоднократно выигрывал титулы в различных картинговых чемпионатах. В конце 1980-х годов участвовал в соревнованиях Формулы-Форд и Формулы-Опель, был вице-чемпионом Великобритании в Формуле-3. Позже выступал в Формуле-3000. В 1990 году стал тест-пилотом команды Формулы-1 «Макларен», в 1993-96 годах занимал аналогичную должность в команде «Бенеттон». В 1998 году участвовал в чемпионате FIA GT, выиграл гонку 24 часа Ле-Мана в классе GT1 на автомобиле «Порше». В 2000 году выиграл Американскую серию Ле-Ман, выступая за команду «Ауди». В 2001 году вновь вернулся в Формулу-1, став тест-пилотом новой команды «Тойота». На следующий год стал основным пилотом команды, очков не набрал, в гонках не поднялся выше седьмого места. На тренировке перед Гран-при Японии 2002 года попал в аварию в скоростном повороте, получил небольшие травмы и к гонке допущен не был. На следующий год был тест-пилотом команды «Рено». С 2004 года возобновил выступления в кузовных гонках и гонках спортпрототипов. Завоевал ещё один титул победителя Американской серии Ле-Ман, в 2008 году одержал победу в суточном марафоне в Ле-Мане в абсолютном зачёте. Победитель Ле-Мана 2013 года (вместе с Томом Критенсеном и Лоиком Дювалем).

## Результаты гонок в Формуле-1
| Легенда к таблице |                                                                    |
| --- | ------------------------------------------------------------------ |
| В таблице перечислены результаты всех Гран-при Формулы-1, в которых принимал участие гонщик. Строками таблицы являются сезоны, столбцами — этапы чемпионата мира. В каждой клетке указаны сокращённое название этапа и результат, дополнительно обозначенный цветом. Расшифровка обозначений и цветов представлена в нижеследующей таблице. |                                                                    |
| \| Пример \| Описание \| \| ------------ \| ------------------------------------------------------------------ \| \| 1 \| Победитель \| \| 2 \| Второе место \| \| 3 \| Третье место \| \| 5 \| Финишировал, заработав очки \| \| Сход \| Не финишировал, но при этом заработал очки \| \| 12 \| Финишировал, не получив очков \| \| НКЛ \| Финишировал, но не попал в финальную классификацию \| \| 15 \| Участвовал вне зачёта, либо по отдельной классификации \| \| 18 \| Не финишировал, но попал в финальную классификацию \| \| Сход \| Не финишировал \| \| НКВ \| Не прошёл квалификацию \| \| НПКВ \| Не прошёл предквалификацию \| \| ДСК \| Дисквалифицирован \| \| ИСК \| Исключён из протокола соревнований \| \| ТТ \| Заявлен для участия только в тренировках \| \| НС \| Участвовал в квалификации, но не стартовал в гонке \| \| Т \| Травмирован или болен \| \| ОТК \| Отказ от участия \| \| НТР \| Прибыл на соревнования, но на трассу не выезжал \| \| НПР \| Был заявлен в числе участников, но не прибыл к началу соревнований \| \| О \| Соревнования отменены \| \| \| Не участвовал \| \| Поул-позиция \| \| \| Быстрый круг \| \| |                                                                    |
| Пример | Описание                                                           |
| 1 | Победитель                                                         |
| 2 | Второе место                                                       |
| 3 | Третье место                                                       |
| 5 | Финишировал, заработав очки                                        |
| Сход | Не финишировал, но при этом заработал очки                         |
| 12 | Финишировал, не получив очков                                      |
| НКЛ | Финишировал, но не попал в финальную классификацию                 |
| 15 | Участвовал вне зачёта, либо по отдельной классификации             |
| 18 | Не финишировал, но попал в финальную классификацию                 |
| Сход | Не финишировал                                                     |
| НКВ | Не прошёл квалификацию                                             |
| НПКВ | Не прошёл предквалификацию                                         |
| ДСК | Дисквалифицирован                                                  |
| ИСК | Исключён из протокола соревнований                                 |
| ТТ | Заявлен для участия только в тренировках                           |
| НС | Участвовал в квалификации, но не стартовал в гонке                 |
| Т | Травмирован или болен                                              |
| ОТК | Отказ от участия                                                   |
| НТР | Прибыл на соревнования, но на трассу не выезжал                    |
| НПР | Был заявлен в числе участников, но не прибыл к началу соревнований |
| О | Соревнования отменены                                              |
| | Не участвовал                                                      |
| Поул-позиция |                                                                    |
| Быстрый круг |                                                                    |

| Сезон | Команда | Шасси        | Двигатель             | Ш | 1        | 2        | 3        | 4        | 5        | 6        | 7        | 8        | 9        | 10       | 11       | 12       | 13       | 14       | 15       | 16       | 17     | Место | Очки |
| ----- | ------- | ------------ | --------------------- | - | -------- | -------- | -------- | -------- | -------- | -------- | -------- | -------- | -------- | -------- | -------- | -------- | -------- | -------- | -------- | -------- | ------ | ----- | ---- |
| 2002  | Тойота  | Toyota TF102 | Toyota RVX-02 3.0 V10 | M | АВС Сход | МАЛ 7    | БРА Сход | САН Сход | ИСП 8    | АВТ 9    | МОН Сход | КАН Сход | ЕВР 14   | ВЕЛ Сход | ФРА 11   | ГЕР Сход | ВЕН 14   | БЕЛ 9    | ИТА Сход | США 15   | ЯПО НС | -     | 0    |
| 2003  | Рено    | Renault R23  | Renault RS23 3.0 V10  | M | АВС тест | МАЛ тест | БРА тест | САН тест | ИСП тест | АВТ тест | МОН тест | КАН тест | ЕВР тест | ФРА      | ВЕЛ тест | ГЕР тест | ВЕН тест | ИТА тест | США тест | ЯПО тест |        | -     | 0    |